# Sindrome di Lujan-Fryns
La sindrome di Lujan-Fryns (Lujan–Fryns syndrome, LFS) è una malattia genetica legata all'X che causa disabilità intellettiva da lieve a moderata e caratteristiche descritte come "habitus marfanoide", riferendosi a un gruppo di caratteristiche fisiche simili a quelle riscontrate nella sindrome di Marfan. Queste caratteristiche includono una statura alta e arti lunghi e snelli. La LFS è anche associata ad anomalie psicopatologiche e comportamentali e presenta una serie di malformazioni che interessano il cervello e il cuore. Il disturbo è ereditato in modo dominante legato all'X ed è attribuito a una mutazione missenso nel gene MED12.  Attualmente non esiste alcun trattamento o terapia per il malfunzionamento di MED12 e la causa esatta del disturbo rimane poco chiara.

## Storia
La sindrome di Lujan-Fryns prende il nome dai medici J. Enrique Lujan e Jean-Pierre Fryns. L'osservazione iniziale di sospetta disabilità intellettiva legata all'X con caratteristiche marfanoidi e segni cranio-facciali come un palato ad arco alto è stata descritta da Lujan et al. nel 1984. Nel rapporto, sono stati descritti quattro maschi affetti, membri di un grande parentado. Ulteriori indagini sulla disabilità intellettiva legata all'X e l'habitus marfanoide in altre famiglie, inclusi due fratelli, sono state descritte da Fryns et al., a partire dal 1987. Il disturbo divenne presto noto come sindrome di Lujan-Fryns.

## Sintomatologia
La disabilità intellettiva nella LFS di solito varia da lieve a moderata, ma sono stati segnalati anche casi gravi. Un'anomalia cerebrale relativamente comune osservata con la LFS è l'agenesia del corpo calloso, un errore di sviluppo embrionale in cui il corpo calloso (una struttura del cervello dei mammiferi composta da nervi che consente la comunicazione tra gli emisferi cerebrali sinistro e destro) non è presente. Tra una serie di effetti neurologici negativi a volte riscontrati con l'assenza del corpo calloso, è stato dimostrato che la disabilità intellettiva si verifica a un tasso di circa il 73%. Tuttavia, non è stata dimostrata una correlazione tra agenesia del corpo calloso e disabilità intellettiva nella LFS.

### Sintomatologia psichiatrica
Anormalità psicopatologiche e comportamentali sono tipicamente osservate nella LFS e possono essere prese in considerazione nella diagnosi del disturbo. Il più comune di questi è un disturbo simile allo spettro dell'autismo e l'LFS è considerata uno dei numerosi disturbi genetici associati all'autismo. Ulteriori alterazioni psicopatologiche con manifestazioni comportamentali che sono state osservate nella LFS includono: comportamento psicotico, schizofrenia, iperattività e disturbo da deficit di attenzione e iperattività, aggressività, disturbo oppositivo provocatorio, disturbo ossessivo compulsivo, estrema timidezza, difficoltà di apprendimento, deterioramento cognitivo, deficit della memoria a breve termine, bassa tolleranza alla frustrazione, disfunzione sociale, mancanza di controllo degli impulsi, disturbi alimentari e malnutrizione associata, attribuiti a perdita di appetito psicogena, e piromania.
Mentre è lecito attendersi condizioni psichiatriche come queste con la LFS, sono stati descritti anche casi di disturbo con una certa conservazione delle capacità mentali e comportamentali, come la risoluzione dei problemi, il ragionamento e un'intelligenza normale.
La psicopatologia della LFS di solito mostra schizofrenia. Quando la schizofrenia viene diagnosticata in un individuo noto per essere affetto da disabilità intellettiva, la LFS può essere presa in considerazione nella diagnosi differenziale della schizofrenia, con conferma della causa attraverso appropriati metodi di valutazione psichiatrica e genetica.

### Habitus marfanoide
La LFS si distingue clinicamente dalle altre forme di disabilità intellettiva legate all'X per la presenza dell'habitus marfanoide. L'habitus marfanoide descrive un gruppo di caratteristiche fisiche comuni alla sindrome di Marfan. Oltre alla sindrome di Marfan e alla LFS, caratteristiche marfanoidi di questo tipo sono state osservate anche con diversi altri disturbi, uno dei quali è la neoplasia endocrina multipla di tipo 2.
Nella LFS, le caratteristiche specifiche identificate come marfanoidi comprendono: una faccia lunga e stretta; statura alta e magra; arti, dita di mani e piedi lunghi e affusolati (non diversamente dall'aracnodattilia) con articolazioni iperestensibili, alluci accorciati e secondo dito del piede allungato.
La diagnosi di habitus marfanoide nella LFS è spesso ritardata perché molte delle caratteristiche fisiche e delle caratteristiche ad esso associate non sono solitamente evidenti fino all'adolescenza.

### Testa e viso
Le caratteristiche craniofacciali della LFS includono: ipoplasia mascellare (sottosviluppo dell'osso mascellare superiore), mandibola piccola (osso mascellare inferiore) e mento sfuggente, un palato ad arco alto, con affollamento e disallineamento dei denti superiori; macrocefalia (cranio ingrandito) con fronte prominente, voce ipernasale, naso lungo con ponte nasale alto e stretto; un prolabio corto e profondo, orecchie basse con qualche apparente retroversione, ipotonia (diminuzione del tono muscolare), pectus excavatum (una malformità del torace), maggiore dimensione testicolare nei maschi, e convulsioni.
La voce ipernasale, o "ipernasalità", è principalmente il risultato dell'insufficienza velofaringea, un'aberrazione a volte congenita in cui lo sfintere velofaringeo lascia entrare troppa aria nella cavità nasale durante l'eloquio. Nella LFS, l'ipernasalità può anche essere causata dall'incapacità del palato molle e dell'ugola di raggiungere la parete posteriore della faringe (la cavità interna della gola dove generalmente si verifica la deglutizione) durante l'eloquio, una condizione che può essere associata a una palatoschisi sottomucosa.

### Cuore
Sono state riportate diverse caratteristiche che coinvolgono il cuore in diversi casi di LFS, la più significativa delle quali è la dilatazione della radice aortica, una sezione dell'aorta ascendente. La dilatazione della radice aortica è associata a un rischio notevolmente maggiore di dissezione della parete aortica, con conseguente aneurisma aortico. Poiché ciò presenta una possibile conseguenza pericolosa per la vita, vengono impiegati metodi di valutazione cardiaca di routine come l'ecocardiogramma quando il disturbo viene diagnosticato per la prima volta, insieme alle scansioni MRI del cervello per lo screening di sospetta agenesia del corpo calloso. Ulteriori effetti sul cuore che sono stati descritti sono il difetto del setto ventricolare e il difetto del setto atriale.

## Eziologia
Una mutazione missenso nel gene MED12, situato sul cromosoma X umano, è stata stabilita come causa della LFS. Le mutazioni missenso sono mutazioni genetiche puntiformi in cui un singolo nucleotide nella sequenza genetica viene scambiato con un altro. Ciò porta a una sostituzione erronea di un particolare amminoacido nella sequenza proteica durante la traduzione. La mutazione missenso nel gene MED12, che causa LFS, è identificata come p.N1007S.  Ciò indica che l'amminoacido asparagina, normalmente situato nella posizione 1007 lungo la sequenza MED12, è stato erroneamente sostituito dalla serina. Questa mutazione in MED12 causa un'espressione e un'attività errate della proteina codificata, determinando il disturbo.

## Patogenesi

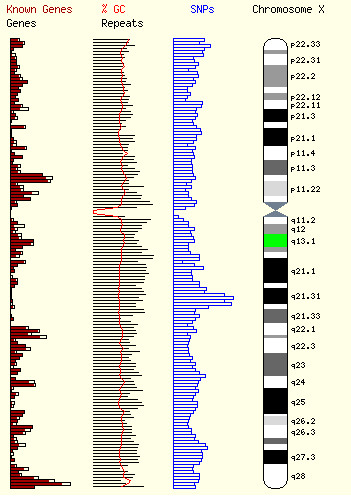
Geni noti e mutazioni trovate sul cromosoma X umano. Il gene MED12 si trova nella posizione q13, evidenziata in verde.

MED12, o mediatore della trascrizione della RNA polimerasi II, subunità 12 omologa di S. cerevisiae, è una delle numerose subunità nel complesso mediatore dei mammiferi, che regola la RNA polimerasi II durante la trascrizione dell'mRNA.
Il complesso mediatore è necessario per la trascrizione della polimerasi II e funge da ponte tra l'enzima polimerasi II e diversi fattori di trascrizione gene-specifici. Il mediatore può contenere fino a 30 subunità, ma alcune di esse sono necessarie solo per la regolazione della trascrizione in particolari tessuti o cellule. Attualmente non è chiaro il meccanismo esatto con cui la disfunzione di MED12 provoca la LFS e le sue caratteristiche neuropsicopatiche e fisiche associate. L'habitus marfanoide, il palato fortemente arcuato e molte altre caratteristiche della LFS possono essere riscontrate nella sindrome di Marfan, una malattia del tessuto connettivo. La scoperta della dilatazione della radice aortica in entrambi i disturbi suggerisce che una mutazione in un gene non specificato che regola il tessuto connettivo può contribuire all'eziologia della LFS.
Numerosi risultati sperimentali interessanti sono stati ottenuti studiando le mutazioni di MED12 nel pesce zebra, un modello animale che rappresenta i vertebrati. Nel pesce zebra, una mutazione in MED12 è stata riconosciuta responsabile del mutante immobile (motionless, mot) . I pesci zebra con la mutazione mot hanno difetti neuronali e cardiovascolari, sebbene non tutti i tipi di neuroni siano interessati. L'introduzione dell'mRNA di MED12 umano nel pesce zebra ripristina il normale sviluppo. MED12 è anche un coattivatore critico per il gene SOX9, che è coinvolto nella regolazione dello sviluppo di neuroni, cartilagine e ossa. Nel pesce zebra, i difetti di MED12 causano uno sviluppo anormale di strutture embrionali dei vertebrati come la cresta neurale, che altererebbe la funzione del sistema nervoso autonomo e periferico; e causano anche malformazioni dei tipi di cellule che fungono da precursori della cartilagine e delle ossa, come gli osteociti. Alcune caratteristiche trovate in LFS, come l'agenesia del corpo calloso e le anomalie cranio-facciali correlate alla cartilagine, sono simili ai difetti riscontrati nel pesce zebra con MED12 e mutazioni associate.

### Genetica

Questa condizione è ereditata in modo dominante legato all'X.

La sindrome di Lujan-Fryns è ereditata in modo dominante legato all'X. Ciò significa che il gene difettoso responsabile del disturbo (MED12) si trova sul cromosoma X e solo una copia del gene difettoso è sufficiente per causare il disturbo quando ereditato da un genitore che ha la patologia. I maschi sono normalmente emizigoti per il cromosoma X, avendone solo una copia. Di conseguenza, i disturbi dominanti legati all'X di solito mostrano una maggiore espressività nei maschi rispetto alle femmine. Si pensa che questo fenomeno si verifichi con la LFS.
Poiché il cromosoma X è uno dei due cromosomi sessuali, l'ereditarietà legata all'X è determinata dal sesso del genitore portatore del gene specifico e spesso può sembrare complessa. Questo perché, in genere, le femmine hanno due copie del cromosoma X, mentre i maschi ne hanno solo una. La differenza tra i modelli di ereditarietà dominante e recessiva gioca anche un ruolo nel determinare le possibilità che un bambino erediti un disturbo legato all'X dai suoi genitori.
Nella LFS, si sospettava un'eredità dominante legata all'X, poiché i fratelli maschi e femmine di una famiglia presentavano entrambi il disturbo. Uno scenario come questo sarebbe possibile anche con l'ereditarietà recessiva legata all'X, ma in questo caso particolare, si credeva che la ragazza fosse un'eterozigote  manifestante il fenotipo portatrice di una copia del gene mutato.
Sono stati segnalati casi sporadici di LFS, in cui il disturbo è presente in un individuo senza precedenti familiari, anche in un piccolo numero di maschi affetti.

### Somiglianze con altre malattie genetiche
È stato riscontrato un individuo che mostra disabilità intellettiva e altri sintomi simili alla LFS, e che presenta una delezione terminale della regione subtelomerica nel braccio corto del cromosoma 5. La delezione di quest'area del cromosoma 5 è associata a disabilità intellettiva, comportamento psicotico, autismo, macrocefalia ed eloquio ipernasale, così come la sindrome del cri du chat. Fryns (2006) suggerisce che dovrebbe essere eseguito un esame dettagliato del cromosoma 5 con la tecnica FISH come parte della diagnosi differenziale di LFS.
Le mutazioni nel gene UPF3B, che si trovano anche sul cromosoma X, sono un'altra causa di disabilità intellettiva legata all'X. UPF3B fa parte del complesso di decadimento dell'mRNA mediato da un nonsenso (NMD), che esegue la sorveglianza dell'mRNA, rilevando le sequenze di mRNA che sono state erroneamente troncate (accorciate) dalla presenza di mutazioni nonsenso. Mutazioni in UPF3B alterano e prevengono la normale funzione del pathway del NMD, con conseguente traduzione ed espressione di sequenze di mRNA troncate in proteine malfunzionanti che possono essere associate a errori di sviluppo e disabilità intellettiva. È stato riscontrato che gli individui di due famiglie con diagnosi di LFS e una famiglia con FGS presentavano mutazioni in UPF3B, confermando che le manifestazioni cliniche delle diverse mutazioni possono sovrapporsi.

## Diagnosi
Sebbene la LFS sia solitamente sospettata quando si osservano insieme disabilità intellettiva e habitus marfanoide in un paziente, la diagnosi di LFS può essere confermata dalla presenza del mutazione missenso in p.N1007S nel gene MED12.

### Diagnosi differenziale
Nella diagnosi differenziale della LFS, un altro disturbo che mostra alcune caratteristiche e sintomi di LFS ed è anche associato a una mutazione missenso di MED12 è la sindrome di Opitz-Kaveggia (FGS). Le caratteristiche comuni condivise da LFS e FGS comprendono disabilità intellettiva legata all'X, iperattività, macrocefalia, agenesia del corpo calloso e ipotonia. Le caratteristiche significative della FGS che non sono state descritte nella LFS includono logorrea, la forza costante nella capacità di socializzazione, ano imperforato (occlusione dell'ano) e ipertelorismo oculare (ampio spazio tra gli occhi).
Mentre la LFS è associata alla mutazione missenso in p. N1007S, la FGS è associata a una mutazione missenso in p. R961 W. Poiché entrambi i disturbi hanno origine da un tipo identico di mutazione nello stesso gene, pur esibendo caratteristiche simili ma distinte, LFS e FGS sono considerati alleliche. Nel contesto di MED12, ciò suggerisce che il fenotipo di ciascun disturbo è correlato al modo in cui le rispettive mutazioni alterano la sequenza di MED12 e la sua funzione.

## Terapia
Sebbene non esista un trattamento specifico per la causa genetica sottostante la LFS, è possibile prendere in considerazione procedure correttive, misure di intervento preventivo e terapie per la gestione dei numerosi problemi craniofacciali, ortopedici e psichiatrici associati al disturbo. Problemi più urgenti come il coinvolgimento cardiaco o le crisi epilettiche dovrebbero essere regolarmente esaminati e monitorati. Dovrebbero essere prestate particolare attenzione e cure specialistiche di follow-up, compresi metodi e terapie di valutazione neuropsicologica, e un'educazione speciale, per diagnosticare e prevenire disturbi psichiatrici e problemi comportamentali correlati come psicosi ed esplosioni di aggressività.

## Epidemiologia
La sindrome di Lujan-Fryns è una sindrome dominante legata all'X rara ed è più comune nei maschi che nelle femmine. La sua prevalenza nella popolazione generale non è stata ancora determinata.